# アイノ・シベリウス
アイノ・シベリウス（Aino Sibelius 旧姓ヤルネフェルト Järnefelt 1871年8月10日 - 1969年6月8日）は、フィンランドの作曲家ジャン・シベリウスの妻。夫妻は結婚後の65年の大半をフィンランド、ヤルヴェンパーのトゥースラ湖畔のアイノラと呼ばれる邸宅で過ごした。2人は6人の娘エーヴァ（1893年-1978年）、ルート（1894年-1976年）、クリスティ（1898年-1900年）、カタリーナ（1903年-1984年）、マルガレータ（1908年-1988年）、ヘイディ（1911年-1982年）をもうけている。

## 生涯

### 幼少期
アイノ・ヤルネフェルトは1871年、ヘルシンキに生を受けた。父はアレクサンデル・ヤルネフェルト大将、母はエリザベト（旧姓 ・クロット＝フォン＝ユルゲンスブルク）で、厳格で規律の厳しい家庭だった。7人きょうだいの末っ子であり、作家のアルヴィド・ヤルネフェルト、画家のエーロ・ヤルネフェルト、作曲家、指揮者であったアルマス・ヤルネフェルトはいずれも彼女の兄である。
1889年の冬、友人であり仲間の学生であるジャン・シベリウスを自宅に連れてきたのは兄のアルマスであった。当時、作家のユハニ・アホがアイノへ恋心を伝えていたが、彼は望むような回答を得ることができなかった。その後数年のうちにアイノはシベリウスと婚約し、2人は彼女の父の祝福のもと、1892年6月10日にマクスモで結婚した。

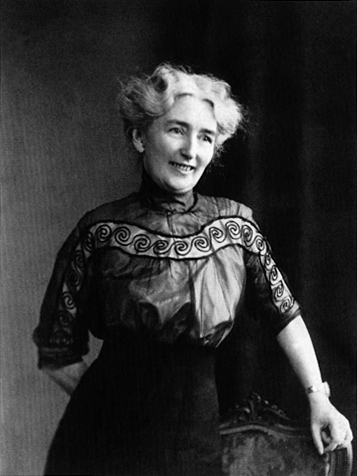
アイノ・シベリウス、1922年。

### 1892年–1930年: 新婚生活
婚約時より2人は国内に新居を構えることを話し合い、1898年にはトゥースラ湖のほとりに家を探し始めている。1903年7月にシベリウスの裕福な未婚のおじが死去した際、トゥースラ湖に程近いヤルヴェンパーの地に2.5エーカー (10,000 m2)の土地を購入し、相続した遺産を用いて建築家のラルス・ソンクに家の設計を依頼した。彼らはこの家をアイノラと呼んだ。1904年の秋にそこへ移り住んだ2人は、土地の購入と家の建築のために多額の資金を借り入れていた。
アイノのヤルヴェンパーでの暮らしのはじめの数年はストレスが多く、困難なものであった。理由の一部は経済的な不安にあり、また一部は飲んで騒ぐ夫の生活スタイルにあった。彼女は家の周囲の石だらけの土地を菜園にして家計の足しにしようとした。また、彼らには子どもの学費が工面できなかったため、アイノが家庭で指導を行った。後に子どもたちが学校に通うようになった際に優秀な成績を収めたことから、彼女は非常にうまく教えたといえる。1907年の一時期は療養のためヒュヴィンカーのサナトリウムで過ごした。
1908年にシベリウスが喉の手術を受け、ほぼ7年間にわたってアルコールを断つことになるが、これがアイノの最も幸福な時期の始まりとなる。マルガレータが1908年に生まれ、次いでヘイディが1911年に生まれた。子どもたちは皆アイノラで育った。一家が別の場所に住んだのは唯一1918年のフィンランド内戦下、数か月間ヘルシンキに移らねばならなかった時だけである。

### 1930年–1957年: 結婚後期
1930年代までに子ども達は皆巣立ってしまっており、アイノは娘達により近いヘルシンキへ移り住むことを望んだ。その後の数年間はヘルシンキに借りたアパートで過ごすこともあったが、1941年にはソビエト連邦の空爆の危険が迫ったため数多くの孫たちを連れてアイノラへと引き返した。シベリウス夫妻はそれ以降の2人の日々をこの場所で過ごし、アイノは引き続き夫と家族、そして自分の菜園のために尽くした。

### 1957年–1969年: 夫の死後

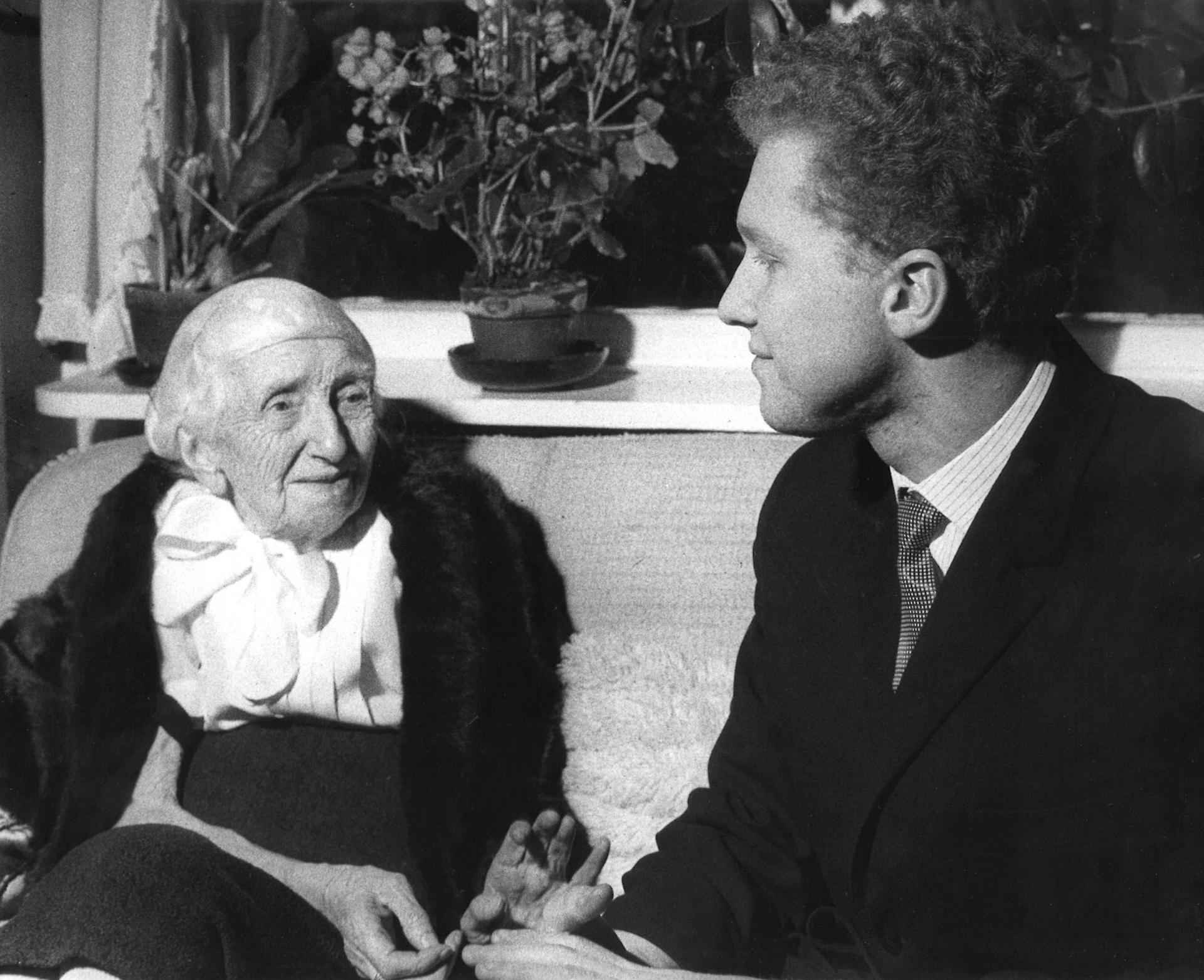
ジャン・シベリウスの生誕100周年を祝い、ロシアのヴァイオリニストであるオレグ・カガンと面会するシベリウス夫人。

ジャン・シベリウスは1957年9月20日にアイノラでこの世を去り、その庭の中に埋葬された。アイノは夫の死後もアイノラに住み続けた。彼女は一家の書類を整頓し、サンテリ・レヴァスやエリック・タヴァッシェルナが亡き夫の伝記を執筆する手助けをした。アイノは98歳の誕生日を2か月ほど後に控えた1969年6月8日、アイノラで息を引き取った。同地でジャンとともに眠っている。
1972年、娘のエーヴァ、ルート、カタリーナ、マルガレータ、ヘイディがアイノラをフィンランド政府に売却、建物は1974年に博物館として公開された。

## 本人の言葉
アイノは2人の人生について次のように記している。
| 「 | 私は彼の隣で生きることができて幸せです。何のためでもなく生きていたわけじゃないと思っています。暮らしがいつも容易いものだったとは言いません - 自分自身の希望を抑え、制御しなければならなかったのです - ですが、私はとても幸せです。自分の人生を祝福しますし、天からの授かりものだと思っています。私にとって夫の音楽は神の言葉です - その源泉は気高く、そしてそんな源泉の近くに生きられることは素晴らしいことなのです。 | 」 |

## 書簡
アイノ・シベリウスの書簡は出版されている。
- Talas, Suvisirkku; Sibelius, Aino (Finnish). Aino Sibeliuksen kirjeitä Järnefelt-suvun jäsenille. Helsinki, Finland: Suomalaisen Kirjallisuuden Seura. ISBN 951-717-978-2
- Sibelius, Jean; Talas, Suvisirkku; Sibelius, Aino (Finnish). Sydämen aamu: Aino Järnefeltin ja Jean Sibeliuksen kihlausajan kirjeitä. Helsinki, Finland: Suomalaisen Kirjallisuuden Seura. ISBN 951-746-148-8
- Sibelius, Jean; Talas, Suvisirkku; Sibelius, Aino (Finnish). Tulen synty: Aino ja Jean Sibeliuksen kirjeenvaihtoa 1892–1904. Helsinki, Finland: Suomalaisen Kirjallisuuden Seura. ISBN 951-746-471-1